# Versenyfutás az ördöggel
A Versenyfutás az ördöggel (eredeti cím: Running with the Devil) 2019-ben bemutatott amerikai bűnügyi-thriller, melynek forgatókönyvírója és rendezője Jason Cabell. A főszerepben Nicolas Cage, Laurence Fishburne, Leslie Bibb és Barry Pepper látható. A film Cabell rendezői debütálása.
Az Amerikai Egyesült Államokban 2019. szeptember 20-án jelent meg a Quiver Distribution és a Redbox Entertainment forgalmazásában. Magyarországon DVD-n jelent meg szinkronizálva, 2021 októberében.

## Cselekmény
A film a kábítószer-kereskedelmet követi nyomon a létrehozástól a szállításig, és feltárja az okokat, amelyek miatt a kábítószerek kevésbé jó minőségűek.

## Szereplők
| Szerep         | Színész             | Magyar hang      |
| -------------- | ------------------- | ---------------- |
| A szakács      | Nicolas Cage        | Rátóti Zoltán    |
| Az idegen      | Laurence Fishburne  | Schneider Zoltán |
| Felelős ügynök | Leslie Bibb         | Solecki Janka    |
| A főnök        | Barry Pepper        | Megyeri János    |
| A spicli       | Adam Goldberg       | Varga Gábor      |
| A farmer       | Clifton Collins Jr. | Seszták Szabolcs |
| A végrehajtó   | Cole Hauser         | Czvetkó Sándor   |
| Egyes számú    | Peter Facinelli     | Kautzky Armand   |
| A nő           | Natalia Reyes       | N/A              |
| A gyerek       | Marie Wagenman      | N/A              |
| Trey           | Christian Tappan    | Horváth Illés    |
| Fiatal ember   | Camilo Amores       | N/A              |

További magyar hangok: Németh Gábor, Szokol Péter, Dózsa Zoltán

## Filmkészítés
A forgatás 2018. március 13-án kezdődött az új-mexikói Albuquerque-ben, majd április 2-án a kolumbiai Bogotában folytatták, és április 18-án fejeződött be.

## Fogadtatás
A Rotten Tomatoes kritika-gyűjtő oldal szerint a kritikusok 24%-a adott pozitív értékelést a filmnek, 25 kritika alapján, 4,4/10-es átlagértékeléssel. A Metacritic-en az átlagértékelése 42 a 100-ból, 7 kritikus alapján, ami „vegyes vagy átlagos értékelést” jelent.

## Fordítás
- Ez a szócikk részben vagy egészben  a   Running with the Devil című angol Wikipédia-szócikk fordításán alapul.  Az eredeti cikk szerkesztőit annak laptörténete sorolja fel. Ez a jelzés csupán a megfogalmazás eredetét és a szerzői jogokat jelzi, nem szolgál a cikkben szereplő információk forrásmegjelöléseként.